# نموذج التوظيف المدعوم IPS
موذج التوظيف المدعوم IPS هو أحد نماذج التوظيف المدعوم القائم على قرار مُمارسة العمل وفقاً لمنهج الأدلة المختص بذوي القصور الحاد في الوظائف العقلية.  يطلق مصطلح IPS على توظيف ودعم أصحاب القصور العقلي الحاد في بيئات العمل السائدة، حيث يُعنى بتقديم الدعم لهذه الفئة في جهودهم لتحقيق التوظيف الثابت والهادف في الوظائف التنافسية المتداولة بين الناس سواء كانت بدوام جزئي أو كلي.  هذا يتناقض مع مناهج التأهيل المهني التي توظف الأفراد ذوي الإعاقة العقلية في بيئات عمل منفصلة أو في وظائف جانبية أخرى.
نموذج توظيف ودعم أصحاب القصور العقلي الحاد حاز على نطاق واسع من الاهتمام والبحث، وثبتت فاعليته مقارنةً بخدمات التوظيف القياسية/الاعتيادية.